# 万宝川农场
万宝川农场，是中华人民共和国甘肃省平凉市灵台县下辖的一个类似乡级单位。

## 行政区划
万宝川农场下辖以下地区：
万宝川农场虚拟生活区。